# سنت موریس، ول-دو-مرن
سنت موریس، ول-دو-مرن (انگلیسی: Saint-Maurice, Val-de-Marne) یک کمون در شهرستان ول-دو-مرن، ناحیه‌ی ایل-دو-فرانس در شمال شرقی فرانسه است.